# Federazione calcistica delle Filippine
La Federazione calcistica filippina (in inglese Philippine Football Federation, acronimo PFF) è l'organo che governa il calcio nelle Filippine. Pone sotto la propria egida il campionato e la Nazionale filippina. Fu fondata nel 1907 ed è affiliata all'AFC e alla FIFA. L'attuale presidente è Mariano V. Araneta Jr..